# Skaterhockey-Oberliga 1990
Die Saison 1990 ist die 5. Spielzeit der Skaterhockey-Oberliga (auch Westdeutsche Oberliga, WOL), in der ein Deutscher Meister ermittelt wird. Ausrichter ist die Fachsparte Skaterhockey (FSH) im Deutschen Rollsport-Bund. Der Titelverteidiger Düsseldorf Rams wurde zum dritten Mal in Folge Deutscher Meister vor dem HC Köln-West.

## Teilnehmer
| Klub                  | Standort   | Vorjahr              |
| --------------------- | ---------- | -------------------- |
| HC Köln-West          | Köln       | 3.                   |
| Kölner SC Vingst      | Köln       | 1. der Rheinlandliga |
| Kölner SC Hawks       | Köln       | 3. der Rheinlandliga |
| Bullskater Düsseldorf | Düsseldorf | 2.                   |
| Düsseldorf Rams       | Düsseldorf | Deutscher Meister    |
| Crash Eagles Kaarst   | Kaarst     | 5.                   |
| SHC Erftstadt         | Erftstadt  | 8.                   |
| 1. SHC Essen          | Essen      | 7.                   |
| RSC Aachen            | Aachen     | 6.                   |

## Modus
Die Oberliga geht mit neun Mannschaften an den Start. Jede Mannschaft trifft in Hin- und Rückspiel sowie in einem Spiel auf neutralem Platz auf jede andere Mannschaft. Für einen Sieg gibt es zwei Punkte, für ein Unentschieden einen Punkt. Bei Punktgleichheit zum Ende der Hauptrunde entscheidet der direkte Vergleich über die Rangfolge. Die Mannschaft, die die Saison auf dem ersten Platz beendet, ist Deutscher Meister. Die Mannschaft auf Rang neun steigt ab.

## Tabelle
|    | Mannschaft            | Sp | Tore    | +/-  | P     |
| -- | --------------------- | -- | ------- | ---- | ----- |
| 1. | Düsseldorf Rams       | 24 | 248:053 | +195 | 44:04 |
| 2. | HC Köln-West          | 24 | 223:079 | +144 | 44:04 |
| 3. | Bullskater Düsseldorf | 24 | 181:106 | +075 | 36:12 |
| 4. | Crash Eagles Kaarst   | 24 | 133:121 | +012 | 27:21 |
| 5. | RSC Aachen            | 24 | 125:138 | −013 | 22:26 |
| 6. | Kölner SC Vingst      | 24 | 129:168 | −039 | 15:33 |
| 7. | 1. SHC Essen          | 24 | 099:205 | −106 | 14:34 |
| 8. | Kölner SC Hawks       | 24 | 104:191 | −087 | 13:35 |
| 9. | SHC Erftstadt         | 24 | 068:249 | −181 | 01:47 |

## Aufsteiger
Aus der Rheinlandliga steigt der SHC Koblenz-Metternich als Erster auf. Damit spielt erstmals eine Mannschaft, die nicht aus Nordrhein-Westfalen stammt, in der Oberliga.

## Pokalsieger
Im Endspiel um den Deutschen Inline-Skaterhockey-Pokal 1990 gewannen die Düsseldorf Rams am 17. November 1990 gegen die Bullskater Düsseldorf in Düsseldorf-Nord mit 8:3.